# Ялтинський історико-літературний музей
Ялтинський історико-літературний музей заснований 1892 року в місті Ялта при Кримському гірському клубі створено історико-літературний музей, що став одним з головних осередків культурного життя ялтинців.

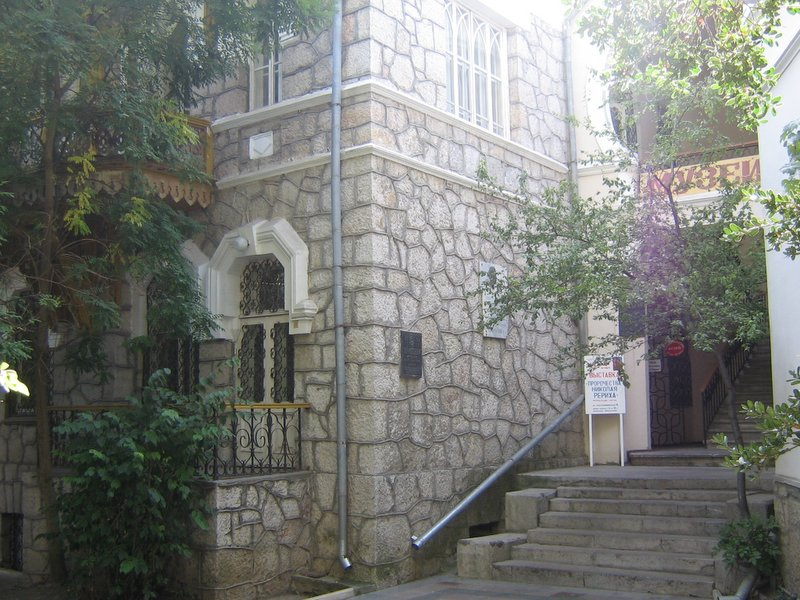
Вхід до музею (основна будівля)

## Музей у XX столітті
З часу свого заснування ця культурна установа зазнала досить значних змін як у своїй структурі, так і мистецькій направленості. Так, 1918 року відходить від гірського клубу у самостійне існування та змінює свою назву — відтепер це «Ялтинський природно-історичний музей». У 1924 році він стає краєзнавчим, а в 1932-го об'єднується зі Східним музеєм.
Під час Другої світової війни, на період бойових дій у Криму, цінні експонати евакуйовано до Новосибірська, а вже 28 квітня 1944 року заклад відчинив двері перед своїми відвідувачами знову.

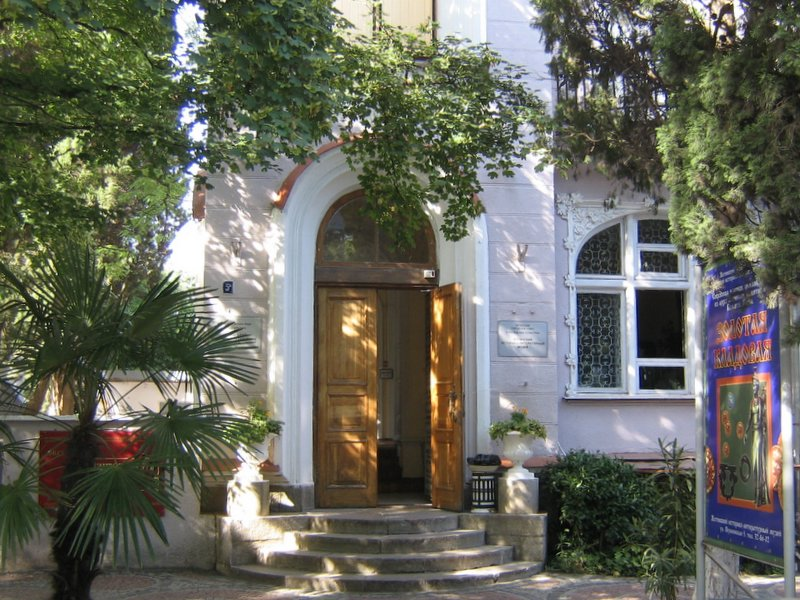
Вхід до музею (основна будівля, центральний вхід)

У 1957 році до підпорядкування установи культури передають літературно-меморіальний будинок-музей К. А. Треньова і П. А. Павленка, а 1970 року відкрито філіал у колишньому маєтку М. З. Бірюкова та створено ще один відділ — музей просто неба «Поляна казок».
1977 року створена нова, окрема експозиція під назвою «Прогресивна російська та українська культура і література Ялти дореволюційного періоду».
1985 року чергова зміна назви — музей став історичним. Через чотири роки, як відокремлена установа, до складу Ялтинського історичного музею входить гурзуфський музей Олександра Сергійовича Пушкіна, що з 1999 року знову став самостійною установою.
У 1990 році знову перейменування музею — так з'явився Ялтинський державний об'єднаний історико-літературний музей.
Починаючи з 1996 року музей бере активну участь у культурному житті країни: проводить Дмитрівські читання, що оповідають історію південного берега Криму; бере участь у культурних заходах різного рівня — від міських до загальноукраїнських та міжнародних; здійснює обмін експонатами та цілими експозиціями з іншими музеями України.

## Культурне життя музею у XXI столітті
У 2003 році музею остаточно визначаються з назвою — відтоді й до сьогодні це Установа культури Ялтинський історико-літературний музей.
Основною будівлею закладу є будинок, спроєктований Миколою Петровичем Красновим, що розташований за адресою Пушкінська, 5. У приміщенні будівлі на Катерининській, 8 розташували музей ім. Лесі Українки, що підпорядковується культурній установі та експозицію «Культура Ялти ХІХ — початку XX століття». Незмінним філіалом залишається і будинок — музей Миколи Зотовича Бірюкова.
За свою тривалу історію музей зміг зібрати понад 150 тисяч різноманітних експонатів, що як представлені у виставкових залах, так і зберігаються у фондах закладу.